# Ophiostoma bacillisporum
Ophiostoma bacillisporum är en svampart som först beskrevs av Butin & G. Zimm., och fick sitt nu gällande namn av de Hoog & R.J. Scheff. 1984. Ophiostoma bacillisporum ingår i släktet Ophiostoma och familjen Ophiostomataceae.   Inga underarter finns listade i Catalogue of Life.